# Carebara capreola
Carebara capreola (лат.) — вид очень мелких муравьёв рода Carebara из подсемейства Myrmicinae (Formicidae). Вьетнам и Китай (Макао).

## Описание
Мелкие муравьи желтоватого цвета. От близких видов (например, от Carebara altinoda) отличается следующими признаками: голова длиннее своей ширины, затылок с заметными выступами-рогами, глаза отсутствуют. Длина тела рабочих составляет около 2 мм. Проподеум угловатый, но без выступающих зубцов. Усики солдат и рабочих 11-члениковые с 2-члениковой булавой. Скапус короткий. Мандибулы с 5 зубцами. Нижнечелюстные щупики состоят из 2 члеников, нижнегубные из 2. Имеют диморфичную касту рабочих с мелкими рабочими и крупными солдатами. Стебелёк между грудкой и брюшком состоит из двух члеников: петиолюса и постпетиолюса (последний четко отделен от брюшка), жало развито, куколки голые (без кокона).

## Систематика
Вид был описан в 1927 году по материалам из Вьетнама американским мирмекологом профессором Уильямом Уилером, под первоначальным названием Oligomyrmex capreolus Wheeler, 1927. Валидный статус подтверждён в 2003 году в ходе ревизии местной мирмекофауны китайским энтомологом профессором Ж. Сю (Zhenghui Xu). Относят к трибе Solenopsidini.